# Invalidenhaus (Bad Karlshafen)

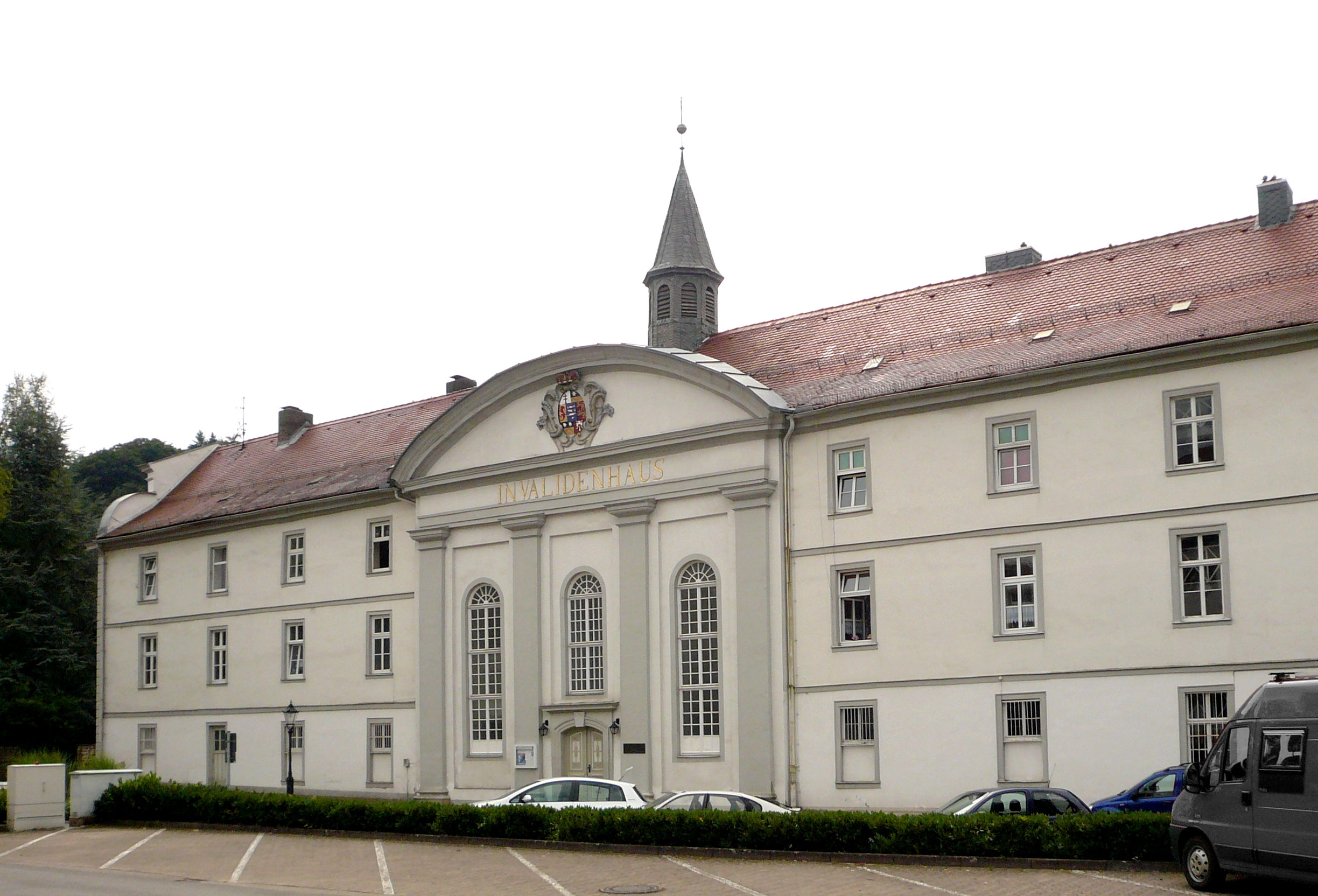
Invalidenhaus

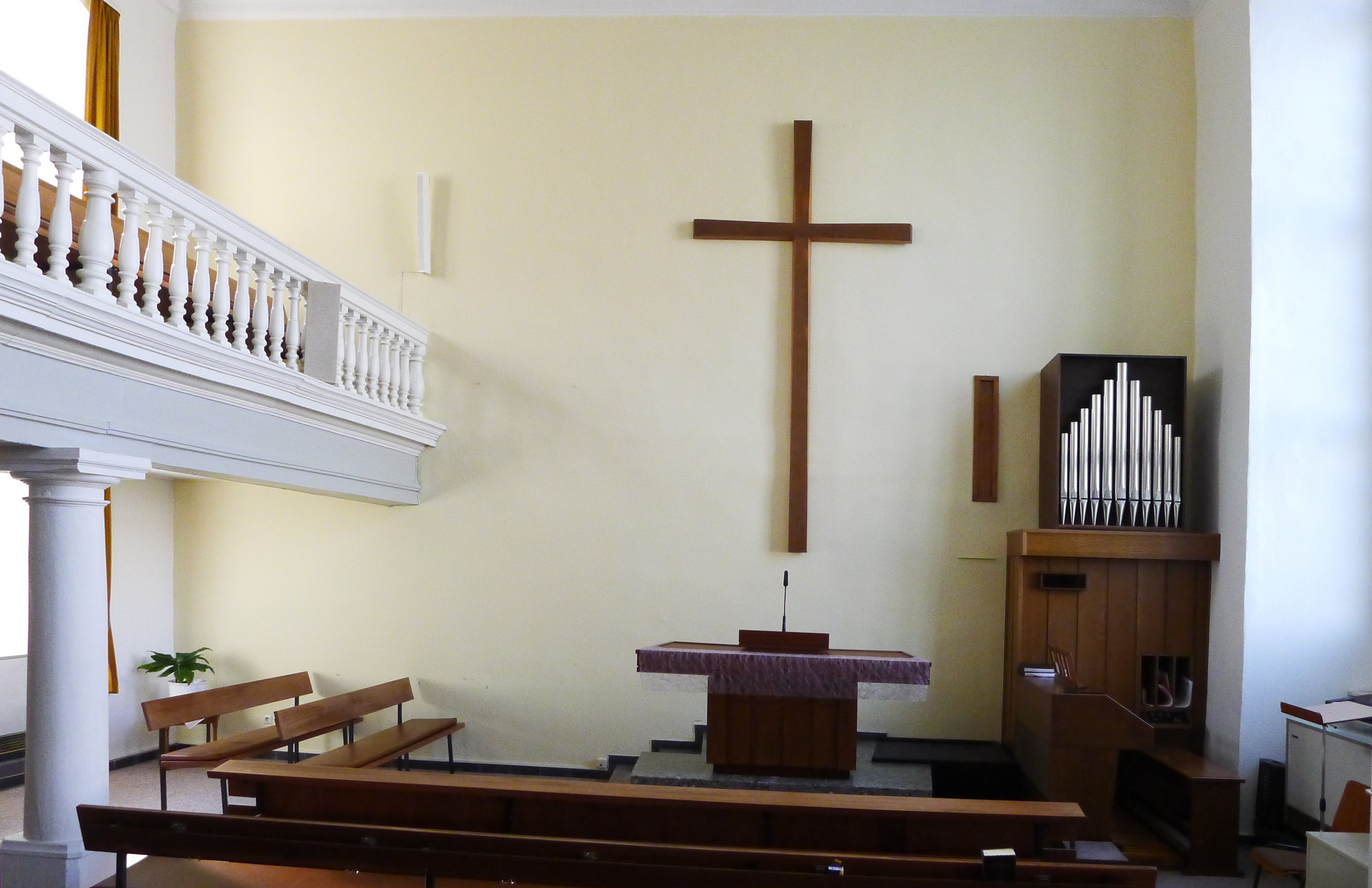
Kapelle

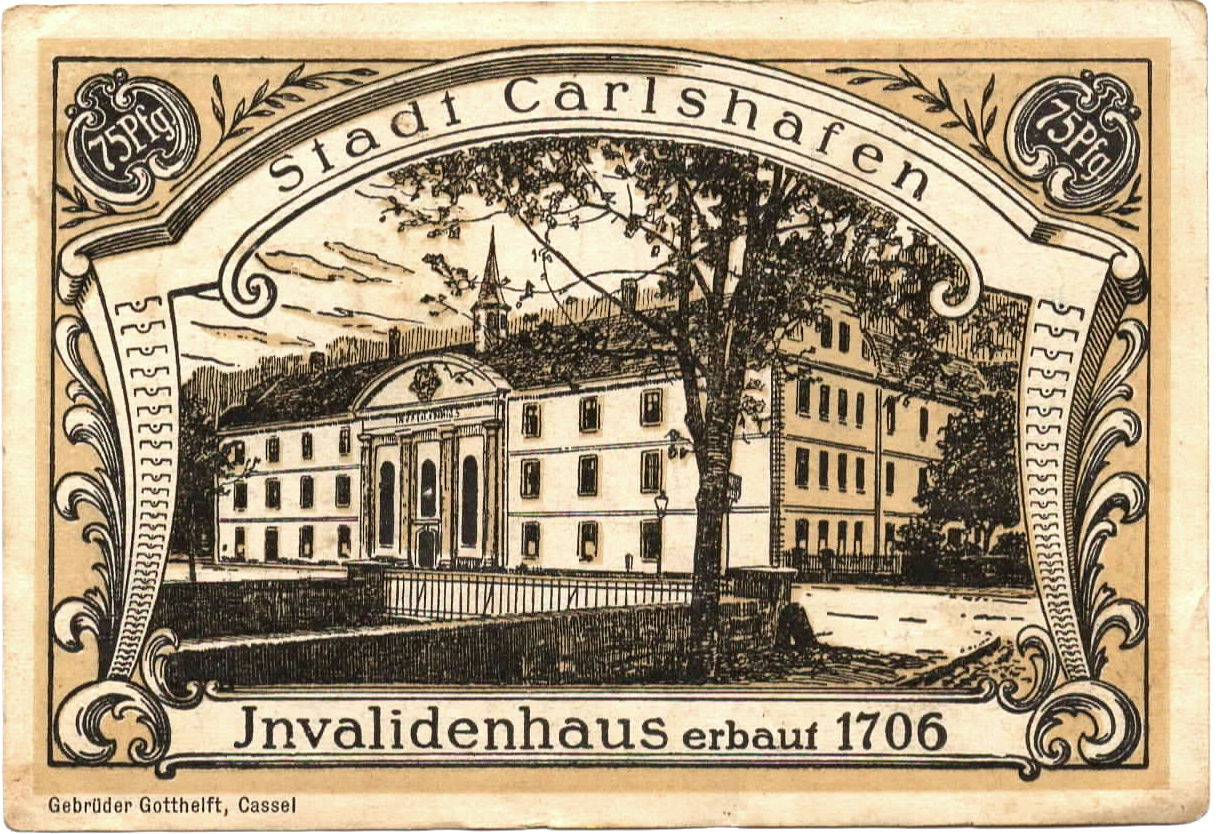
Das Invalidenhaus auf einem Notgeldschein von 1922.

Das Invalidenhaus steht in der Carlstraße 20 von Bad Karlshafen, einer Kurstadt im Landkreis Kassel von Hessen. 

## Beschreibung
Die dreigeschossige Vierflügelanlage um einen rechteckigen Hof, ein ehemaliges Altenheim für Kriegsversehrte, wurde 1704–1710 von Friedrich Conradi im Auftrag vom Landgraf Karl von Hessen-Kassel erbaut. Es ist das erste öffentliche Gebäude der Stadt. An der Stirnseite des Hauptbaus wurde 1708 eine Kapelle eingerichtet, die den drei reformierten Gemeinden als Gotteshaus diente. Heute wird sie von der neuapostolischen Gemeinde genutzt. Der Mittelteil des Hauptbaus mit dem Portal ist mit 4 Pilastern gegliedert. Bekrönt wird er mit einem Tympanon mit dem Wappen der Landgrafschaft Hessen-Kassel. Aus dem Satteldach erhebt dort ein achtseitiger schiefergedeckter Dachreiter.